# Lajos Ódor (Ruderer)
Lajos Ódor (* 10. Februar 1960 in Székesfehérvár) ist ein ehemaliger ungarischer Ruderer. Er nahm 1980 an den Olympischen Sommerspielen teil.

## Karriere
Ódor ruderte von 1973 bis 1978 für den Verein VVSI (Velencei-tavi Vízi Sportiskola) und wurde bereits 1974 ungarischer Juniorenmeister im Einer. In den Jahren 1979 bis 1984 startete er für Agárdi MEDOSZ und von 1985 bis 1987 für Bajai Spartacus. Im Doppelzweier ruderte er 1979 zusammen mit János Radics, 1980 und 1981 mit István Südi und 1985 und 1986 mit Zoltán Molnár. Ódor wurde mehrfach ungarischer Landesmeister im Einer, Zweier und Vierer ohne Steuermann.
Im Einer konnte sich Lajos Ódor für die Olympische Sommerspiele 1980 in Moskau qualifizieren und erreichte im dortigen Einer-Wettbewerb das B-Finale, wo er den dritten Platz belegte. Schlussendlich belegte er neunten Platz im Wettbewerb. Ein Jahr später nahm er an den Weltmeisterschaften 1981, welche auf der Regattastrecke Oberschleißheim ausgetragen wurden, teil und startete dort gemeinsam mit Gábor Hangay, Ferenc Sobják und István Südi im Doppelvierer. Man erreichte zusammen das B-Finale, wo man den dritten Platz belegte.
In den Jahren 1977, 1978 und 1980 war Ódor Ruderer des Jahres in Ungarn.